# Antoine Sohier
Antoine-Joseph Sohier, né le 7 juin 1885 à Liège et mort le 22 novembre 1963, est un magistrat belge connu notamment pour avoir développé le droit coutumier congolais lors de la période coloniale,.

## Biographie

### Vie privée
Fils d’Edouard Joseph (décédé en 1896), commissaire de police et de Victorine Leboutte, Antoine Sohier est le fils unique de sa famille,.
Antoine Sohier se fiance avec Cécile Gulikers avant de partir au Katanga et ils établissent ensemble résidence à Élisabethville en 1913. Ils auront six enfants dont deux qui mourront rapidement, l’un de la grippe espagnole en 1918 et l’autre de la malaria cérébrale en 1930.
En 1934, Antoine décide de quitter le Katanga pour se consacrer à la santé et aux études de ses enfants. Albert, l'un de ses fils, se fait arrêter et torturer en Chine, là où il exerçait la fonction de prêtre de la Société auxiliaire des Missions. L’épouse d’Antoine meurt en essayant de le faire libérer, en vain : la mort d’Albert Sohier est officiellement annoncée en 1952. C’est seulement des années plus tard, en 1954, que la rumeur de son décès est démentie et qu’Albert est libéré. L'aîné de la famille, Jacques, décède quant à lui en 1967 dans un accident de la route à Kipushi. Les deux derniers enfants d’Antoine sont Jean Sohier, qui écrira une bibliographie posthume de son père et sa seule et unique fille, Marie-Antoinette.
Il aura de nombreux petits enfants, onze de Jacques, neuf de Jean et onze de Marie-Antoinette.

## Jeunesse et études
Antoine Sohier étudie le droit à l'université de Liège. À côté de ses études universitaires, il s'adonne à diverses activités et est notamment fondateur du syndicat des francs-mineurs, de la mutuelle de Sainte-Marguerite ou encore du conseil particulier de Saint-Vincent de Paul.
Il obtient finalement son doctorat le 24 juillet 1908. La même année, il s’inscrit au barreau de sa ville natale. Poussé par son professeur de droit civil, A. Galopin, il finit par abandonner le barreau en mai 1910 pour s’engager auprès de la colonie belge du Congo en tant que magistrat,.

### Carrière en Afrique (1908 - 1934)
La carrière africaine d’Antoine Sohier débute en 1908 et prend fin en 1934, lors de son retour en Belgique.
Sa carrière commence avec son entrée au Katanga le 8 juillet 1910 où il occupe, à partir de cette même année, le Tribunal de première instance de l’Étoile (l’ancien Élisabethville). En effet, lors de son arrivée en Afrique, Antoine effectue un stage au Parquet de première instance de Lukafu (ainsi qu’aux parquets qui en dépendent) au cours duquel, dès 1911, il est nommé juge suppléant du Tribunal de première instance de l’Etoile, substitut du Tribunal de Kiambi et substitut du Conseil de guerre du Tanganika-Moëro. Son stage prend fin le 14 octobre 1912 par sa nomination de substitut titulaire du procureur du roi.
Antoine Sohier rentre en Belgique puis revient au Congo le 14 décembre 1914, cette fois-ci accompagné de son épouse et de ses enfants. Le 31 janvier 1918, Antoine est nommé procureur du roi au tribunal de première instance d’Élisabethville et y gravit les échelons. Ce dernier est nommé substitut du procureur général de la Cour d'appel d’Élisabethville le 5 décembre 1922 et procureur général d’Élisabethville du 15 mai 1925 jusqu’en 1934, où il y termine sa carrière coloniale,.
Il revient cependant au Congo trois fois après la fin de sa carrière coloniale : une première fois en 1939 (à la suite d'une enquête sur les mines d'or au Kivu), une deuxième fois en 1950 (afin de présider le congrès scientifique jubilaire) et une troisième fois en 1960 (à la suite des révolutionss).

### Carrière en Belgique
Une fois de retour en Belgique, il commence une nouvelle carrière qui n'égalera pas celle construite au Congo. Il est nommé procureur du roi au tribunal de première instance d’Arlon le 31 juillet 1934, devient conseiller à la Cour d’appel de Liège le 22 juillet 1937 et, neuf ans plus tard, à la Cour de cassation. Il exerce la fonction de président de cette Chambre douze ans plus tard, à la suite de la nomination unanime de ses collègues le 26 mars 1958. Il prend sa retraite le 7 juin 1960 à l’âge de 75 ans, alors qu’il y était premier président.

## Engagements
Tout au long de sa carrière coloniale, Sohier ne se limite pas à des activités purement juridiques. Il contribue notamment au « développement des activités judiciaires et sociales ». À la suite de ses nombreuses participations doctrinales ainsi qu’à la fondation de revues doctrinales et jurisprudentielles coloniales, il reçut le titre de « fondateur et père du droit coutumier congolais ».
Au Katanga, il contribue à la fondation de la Croix-Rouge, créée pour ses habitants. Il participe également à l'ouverture d'une bibliothèque publique, d’une école de musique d'Elisabethville, d’une association autonome des familles nombreuses katangaises et dans un autre registre, d’un club d’automobile. Il commence le 5 février 1930 à s’investir dans l’Institut royal colonial belge.
Lors de la Première et de la Seconde Guerre mondiale, il s’engage parmi les Combattants volontaires du Katanga, la Résistance civile et la presse clandestine.
En parallèle, Antoine Sohier écrit et fonde des revues doctrinales et jurisprudentielles coloniales, notamment la Revue juridique du Katanga (avec l’aide de Joseph Derriks) en 1924, devenue la Revue juridique du Congo belge en 1927. Il s’adonne également à sa passion pour la littérature. Il écrit Tréfonds, édité par A. Maréchal en 1943 à Liège, qui s’apparente à un conte. Il a aussi l’habitude de faire publier certains de ses écrits anonymement ou sous des pseudonymes différents tels que « Anto », « Anto Sclesse », « Adolphe Schnorremont » (incertain), « As de Pique », « A.S. », « Jacques Courli », « Jean du Terril » ou encore « E.R. ».
Il a notamment contribué à la Gazette de Liége, au Pays de Liège, au Journal du Katanga et à L'Étoile du Congo. Il réalise certains articles de La Revue wallonne. Il écrit également un roman qu'il intitule Yantea, un ouvrage concernant le mariage dans le droit coutumier congolais ainsi qu’un essai portant sur la transformation des coutumes. Il fonde aussi le Journal des tribunaux d'Outre-mer en juin 1950.
Du 24 novembre 1933 au 2 novembre 1960, Antoine Sohier va entretenir une correspondance épistolaire avec Gustaaf Hulstaert, un entomologiste et ethnologue-linguiste belge. Le sujet de leurs échanges est la condition des Congolais de la colonie. Antoine Sohier dénonce les mauvais traitements réservés aux Noirs et les abus de la colonie. Il était d’avis que les natifs devaient jouir des mêmes droits que les Belges.

## Distinctions
Le nom de « père du Katanga » est attribué à Antoine Sohier lors de son départ à la suite de sa préoccupation pour la santé des enfants ainsi que de leur accès à l’enseignement.
À la suite de son implication dans la presse clandestine de 1941 à 1944, il reçoit une médaille de la résistance et de résistant civil.

## Hommage
Son fils, Jean Sohier, a écrit une bibliographie pour honorer sa mémoire.[réf. nécessaire]

## Publications
- « Répertoire de la jurisprudence congolaise contenant l'analyse de toutes les décisions publiées par les recueils de jurisprudence du Congo jusqu'à 1927 inclusivement », Revue juridique du Congo Belge, Lubumbashi,‎ 1929.
- Pratique des juridictions indigènes. Notes sur l'application du décret du 15 avril 1926, Bruxelles, Imprimerie des travaux publics, 1932.
- Yantéa, Liège, A. Maréchal, 1944.
- Tels qu'en eux-mêmes. Récits d'Afrique, Liège, Max Arnold, 1945.
- Le rôle de la femme dans la famille indigène congolaise, Bruxelles, Éditions universitaires, 1947.
- Traité élémentaire de Droit coutumier du Congo belge, Bruxelles, Maison F. Larcier, 1949.
- Droit de procédure du Congo Belge, 2e ed. revue et mise à jour, Lubumbashi, 1955.
- Le mariage en droit coutumier congolais. Mémoires de la Classe des Sciences Morales et Politiques, Bruxelles, Van Campenhoudt et Institut Royal Colonial Belge, 1972.
- Terre sans foyer, Liège, Vincent Sohier, 2021.